# GNOME Terminal
GNOME terminal (или gnome-terminal) — эмулятор терминала, написанный Хэвоком Пеннингтоном и соавторами. Входит в состав свободного набора программ GNOME. Программа позволяет пользователям GNOME выполнять команды, используя UNIX shell из графической оболочки. Позволяет передвигать окно терминала, изменять его размеры и перемещать на другой рабочий стол так же, как и любое окно GNOME.
GNOME Terminal подобен эмулятору терминала xterm, имеет почти такой же набор функций. Главные дополнения — поддержка цветного текста (вывод команды ls—color=auto хорошо демонстрирует использование этой функции) и курсора внутри окна. Поддержка управления курсором реализована в приложениях, основанных на библиотеке ncurses, для использования меню или кнопок, которые обычно выбираются с помощью клавиатуры. Программа aptitude использует эту[какую?] функцию. GNOME Terminal эмулирует многие (но не все) выражения, поддерживаемые xterm. Более новые версии поддерживают компоновку (замощение окнами программы площади рабочего стола), прозрачность и вкладки.
Также поддерживает автоопределение URL (то есть делает ссылки видимыми в терминале, что упрощает открытие их в браузере, FTP- или почтовом клиенте).
Большая часть функциональности GNOME Terminal поддерживается VTE widget.